# Уанкавелика
Уанкавелика (исп.  Huancavelica, кечуа Wankawillka) — город в центральной части Перу. Административный центр одноимённого региона и одноимённой провинции.

## История
Город был основан 4 августа 1571 года.

## География и климат
Расположен на восточном склоне Анд, на берегах реки Ичу, притока реки Мантаро. Находится на высоте 3676 м над уровнем моря.
Климат города — довольно прохладный, с сильными колебаниями температур между днём и ночью. Сухой сезон продолжается с апреля по сентябрь, сезон дождей — с октября по март. Среднегодовая температура составляет около 16°С.

## Население
Население на 2017 год — около 50 тысяч человек.